# Christine Schornsheim

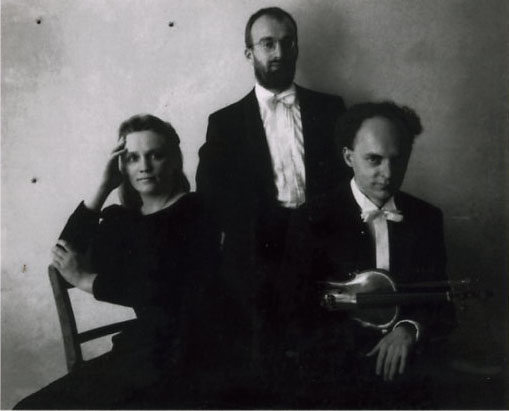
Christine Schornsheim (links) mit der Berliner Barock-Compagney (2006)

Christine Schornsheim, eigentlich Christine Engelmayr (* 1959), ist eine deutsche Cembalistin und Pianistin.

## Leben und Werk
Christine Schornsheim besuchte 1969 bis 1976 die Spezialschule für Musik Berlin und studierte bis 1982 an der Universität der Künste Berlin das Fach Klavier. Von 1982 bis 1983 war sie Solo-Repetitorin am Hans Otto Theater in Potsdam. Sie nahm an Meisterkursen von Gustav Leonhardt, Ton Koopman, Johann Sonnleitner sowie Andreas Staier teil. Sie debütierte 1994 als Liedbegleiterin von Peter Schreier auch am Hammerflügel.
1988 bis 1992 hatte sie einen Lehrauftrag für Cembalo und Generalbass an der Musikhochschule Leipzig, wo sie 1992 zur Professorin für Cembalo und Hammerflügel ernannt wurde. 2002 erhielt sie einen Ruf auf die Professur für Cembalo an der Hochschule für Musik und Theater München. Hier wurde sie Opfer eines Akts sexueller Nötigung durch den Präsidenten der Hochschule, Siegfried Mauser. Dieser wurde dafür zu einer neunmonatigen Freiheitsstrafe verurteilt. An der Hochschule ist sie Leiterin des Instituts für Historische Aufführungspraxis. Neben solistischen Konzerten tritt sie häufig im Duo mit Andreas Staier auf und ist u. a. als Cembalistin der Berliner Barock-Compagney und der Münchner Cammer-Music zu hören.
Zu ihren wichtigsten Aufnahmen zählen Werke Johann Sebastian Bachs wie die Goldberg-Variationen und Das Wohltemperierte Klavier und diverse Klavierkonzerte von Wolfgang Amadeus Mozart. Ihr musikalischer Partner in Mozarts Klavierwerken für vier Hände war Andreas Staier an einem Vis-a-vis-Flügel von Johann Andreas Stein, bei dem sich ein Cembalo und ein Hammerflügel einen Instrumentenkorpus teilen. Zusammen mit Hille Perl spielte sie Bachs Orgel-Triosonaten in einer Bearbeitung für Viola da gamba und Cembalo und mit Christoph Huntgeburth Werke von Ludwig van Beethoven für Flöte und Klavier ein. 1999 erhielt sie den Echo-Klassik-Preis für die Aufnahme dreier Cembalokonzerte von C. P. E. Bach, W. Fr. Bach und J. Ch. Bach. Ihre Gesamtaufnahme des Klavierwerks von Joseph Haydn auf 14 CDs wurde 2005 abgeschlossen und wurde mit dem Diapason d’or, dem Preis der deutschen Schallplattenkritik und dem Echo Klassik 2005 ausgezeichnet. 2009 folgte die Einspielung aller Konzerte Haydns für Cembalo, Hammerklavier und Orgel. Den zweiten Teil von Bach Wohltemperiertem Klavier nahm sie 2022 im Rahmen des Projekts „All of Bach“ der Nederlandse Bachvereniging auf, die die HD-Videos kostenlos zur Verfügung stellt.
Schornsheim ist mit dem Röttenbacher Hausarzt und Ärztefunktionär Ernst Engelmayr (* 1949) verheiratet.